# Крилівка (Вчорайшенська сільська громада)
Крилі́вка — село в Україні, у Бердичівському районі Житомирської області. Населення становить 332 особи.

## Географія
Через село тече річка Яр Цапиного Хутора, ліва притока Роставиці.

## Історія
Під час організованого радянською владою Голодомору 1932—1933 років померло щонайменше 264 жителі села.

## Населення

### Мова
Розподіл населення за рідною мовою за даними перепису 2001 року:
| Мова       | Кількість | Відсоток |
| ---------- | --------- | -------- |
| українська | 490       | 99.19%   |
| російська  | 3         | 0.61%    |
| румунська  | 1         | 0.20%    |
| Усього     | 494       | 100%     |

## Відомі люди
- Шевчук Олег Анатолійович (* 1975) — український економіст.
- Щербаківський Михайло Пилипович (1850—1920) — священик парафії села Шпичинці, батько Вадима і Данила Щербаківських.